# Pampa (Trochilidae)
Pampa es un género de aves apodiformes de la familia Trochilidae —los colibríes— que agrupa a dos —o tres, dependiendo de la clasificación considerada— especies nativas de México y del norte de América Central, cuyas áreas de distribución se encuentran entre el centro oriental de México y el sur de Guatemala. Anteriormente hacían parte del género Campylopterus. A sus miembros se les conoce por el nombre común de colibríes, y también alas de sable o fandangueros.

## Características
Los colibríes de este género son grandes, miden entre 11,5 y 14 cm de longitud, con un pico negro, fuerte y ligeramente decurvado. En los machos, los ejes de las dos primarias de las alas más externas están engrosados, sobre todo cerca del punto medio, y son recurvados (formando el «sable» que da uno de los nombres comunes a estas aves). Son bicolores, verde metálico por encima y con partes inferiores blanco grisáceo pálido o rufo. Los rémiges y las grandes coberteras alares son de color oscuro. También exhiben una mancha postocular blanca distintiva justo detrás del ojo. La cola, de color verde metálico apagado, es larga y graduada. Machos y hembras muestran plumajes similares.

## Sistemática
El género Pampa fue propuesto por el ornitólogo alemán Ludwig Reichenbach en 1854; la especie tipo designada por monotipia es Pampa campyloptera Reichenbach, 1854, un sinónimo de Ornismya pampa Lesson, 1832, actualmente Pampa pampa .

### Etimología
El nombre genérico femenino Pampa proviene del nombre específico Ornismya pampa, que por su vez deriva del nombre francés «Campyloptère Pampa» designando a la especie por Lesson, 1832, en la creencia errónea de que provenía del interior de las «pampas» de Argentina.

### Taxonomía
Las especies en este género se han incluido hasta recientemente en el género Campylopterus. Sin embargo, basándose en la filogenia molecular presentada por McGuire et al. (2014), se descubrió que el género Campylopterus era parafilético, y que las entonces especies Campylopterus curvipennis y C. rufus se situaban juntas en una larga rama hermana de un gran grupo de especies de colibríes que incluía Klais guimeti, Abeillia abeillei, Orthorhyncus cristatus, Stephanoxis lalandi y Anthocephala floriceps, así como las restantes especies de Campylopterus; para resolver esta parafilia se requirió la resurrección del género Pampa que tenía prioridad sobre Sphenoproctus Cabanis y Heine, 1860, tanto para Pampa curvipennis como para P. rufa.
Los taxones Pampa curvipennis pampa y P. curvipennis excellens son tratados como subespecies por la clasificación Clements Checklist/eBird. Sin embargo, los análisis genéticos proporcionados por González et al. (2011) mostraron claramente que las tres subespecies aisladas geográficamente son linajes genéticamente independientes sin signos claros de flujo génico contemporáneo (aunque es necesario trabajar en las zonas de probable contacto secundario). La subespecie pampa es genéticamente la más distinta de los tres taxones y divergió de curvipennis y excellens hace 1,47 millones de años. Los taxones más similares, aunque genéticamente independientes, son curvipennis y excellens, que divergieron hace 0,52 millones de años. Los tres linajes son también vocalmente divergentes. La clasificación del Congreso Ornitológico Internacional (IOC) trata a pampa como la especie separada Pampa pampa. La propuesta 2022-A-5 al Comité de Clasificación de Norte y Mesoamérica (N&MACC) recomienda el reconocimiento de P. pampa como especie separada con base en las diferencias genéticas y experimentos de respuesta al «play-back» y el tratamiento de P. excellens como subespecie, con base en las pocas diferencias genéticas.

## Listas de especies
Según las clasificaciones del Congreso Ornitológico Internacional (IOC) y Clements Checklist/eBird, el género agrupa a las siguientes especies con el respectivo nombre popular de acuerdo con la Sociedad Española de Ornitología (SEO), y las diferencias entre las clasificaciones comentadas en Taxonomía.
| Imagen | Nombre científico             | Autor            | Nombre común            | Estado de conservación | Distribución |
| ------ | ----------------------------- | ---------------- | ----------------------- | ---------------------- | ------------ |
|        | Pampa curvipennis             | (W. Deppe, 1830) | colibrí ruiseñor        | LC                     |              |
|        | Pampa (curvipennis) pampa     | (Lesson, 1832)   | colibrí pampa           | NE                     |              |
|        | Pampa (curvipennis) excellens | Wetmore, 1941    | colibrí tuxtleño        | NE                     |              |
|        | Pampa rufa                    | (Lesson, 1840)   | colibrí rojizo mexicano | LC                     |              |